# Chiu-Chu Melissa Liu
Chiu-Chu Melissa Liu (chinesisch 劉秋菊 / 刘秋菊, Pinyin Liú Qiūjú; * 15. Dezember 1974) ist eine chinesische Mathematikerin aus Taiwan, die sich mit Algebraischer und Symplektischer Geometrie befasst. Sie ist Professorin an der Columbia University.
Liu studierte an der National Taiwan University mit dem Bachelor-Abschluss 1996 und wurde 2002 bei Shing-Tung Yau an der Harvard University promoviert (Spectrum of the Laplacian and its Applications to Differential Geometry). Danach war sie Junior Fellow in Harvard, ab 2005 Assistant Professor und ab 2006 Associate Professor an der Northwestern University. 2006 wurde sie Associate Professor und 2012 Professor an der Columbia University.
Sie leistete Beiträge zu Gromow-Witten-Invarianten auf Calabi-Yau-Mannigfaltigkeiten (sie führte offene Gromow-Witten-Invariante ein), der Theorie des topologischen Vertex und einer neuen Definition quasi-lokaler Massen in der Allgemeinen Relativitätstheorie (samt Beweis von deren Positivität). Mit Kefeng Liu und anderen bewies sie die Marino-Vafa-Vermutung über Hodgeintegrale von Modulräumen von Deligne-Mumford-Kurven. Sie erweiterte die Theorie der Modulräume stabiler Vektorbündel von Michael Atiyah und Raoul Bott auf nichtorientierbare Riemannflächen.
2007 erhielt sie die Morningside-Medaille in Silber und 2012 wurde sie Fellow der American Mathematical Society. Ab 2007 war sie Sloan Fellow. 2010 war sie Invited Speaker auf dem Internationalen Mathematikerkongress in Hyderabad (Gromov-Witten theory of Calabi-Yau 3-folds).

## Schriften
- mit J. Li,  Liu, J. Zhou: A mathematical theory of the topological vertex, Geom. Topol. 13 (2009), S. 527–621.
- Gromov-Witten-invariants of toric Calabi-Yau 3-folds, in: Handbook of Geometric Analysis, Band 2
- mit  K. Liu, J. Zhou: A proof of a conjecture of Marino-Vafa on Hodge Integrals, J. Differential Geom. 65 (2003), S. 289–340.